# ويل بيتس
ويل بيتس (بالإنجليزية: Will Bates)‏ هو لاعب كرة قدم أمريكي، ولد في 1 أبريل 1991 في تشيستر في الولايات المتحدة. شارك مع منتخب الولايات المتحدة تحت 18 سنة لكرة القدم. أما مع النوادي، فقد لعب مع سياتل ساوندرز.

## وصلات خارجية
- ويل بيتس على موقع الدوري الأمريكي (الإنجليزية)
- ويل بيتس على موقع قاعدة بيانات كرة القدم.إي يو (الإنجليزية)